# Xenomystax atrarius
Xenomystax atrarius is een straalvinnige vissensoort uit de familie van zeepalingen (Congridae). De wetenschappelijke naam van de soort is voor het eerst geldig gepubliceerd in 1891 door Gilbert.